# (7403) Choustník
(7403) Choustník – planetoida z grupy pasa głównego asteroid okrążająca Słońce w ciągu 4 lat i 178 dni w średniej odległości 2,72 j.a. Została odkryta 14 stycznia 1988 roku przez Antonína Mrkosa. Przed nadaniem nazwy planetoida nosiła oznaczenie tymczasowe (7403) 1988 AV1.